# Usman (Fluss)
Der Usman (russisch У́смань, auch У́сманка (Usmanka)) ist ein linker Nebenfluss des Woronesch in den russischen Oblasten Lipezk und Woronesch.
Der Usman entspringt auf der Oka-Don-Ebene im Süden der Oblast Lipezk, etwa auf halber Strecke zwischen den Städten Grjasi und Usman. Er fließt in südsüdwestlicher Richtung in die Oblast Woronesch. Dabei durchfließt er die gleichnamige Stadt Usman. Im Unterlauf vollführt der Fluss einen Bogen nach Westen und schließlich nach Norden. Der Usman nimmt an der südlichsten Stelle seines Flusslaufs die Chawa (Ха́ва) von links auf. Kurz danach passiert der Fluss die Siedlung Nowaja Usman und fließt östlich an der Stadt Woronesch vorbei. In der Nähe der Siedlung städtischen Typs Ramon trifft der Usman schließlich nach 151 km linksseitig auf den Fluss Woronesch. Der Usman entwässert ein Areal von 2840 km². Er wird hauptsächlich von der Schneeschmelze gespeist. Zwischen Anfang Dezember und Ende März ist der Fluss gefroren.